# Esclavolles-Lurey
Esclavolles-Lurey é uma comuna francesa na região administrativa do Grande Leste, no departamento de Marne. Estende-se por uma área de 9.47 km², e possui 604 habitantes, segundo o censo de 2018, com uma densidade de 64 hab/km².